# Whip It (canción de Nicki Minaj)
«Whip It» —en español: «Látigo»— es una canción de la artista trinitense Nicki Minaj, incluido en su segundo álbum de estudio, Pink Friday: Roman Reloaded. Fue escrito por Minaj, RedOne, Alex Papaconstantinou, Björn Djupström, Bilal Hajji, y Hector y producido por RedOne y Papaconstantinou. Es una canción eurodance que utiliza géneros musicales como europop y euro disco, mientras que también está influenciado por otros géneros como el pop latino, dance, techno y electro. Líricamente, la canción es acerca de una atracción de una persona en una discoteca.
La canción recibió críticas generalmente mixtas de los críticos de música, con algunos llamándolo uno de los "mejores cortes de baile" en el álbum, mientras que comparando con artistas como Jennifer Lopez, mientras que otros lo criticaron como "relleno" y "genérico". Debido a las ventas digitales del álbum, la canción llegó a ingresar en las listas de Canadá, Japón, el Reino Unido y los Estados Unidos una semana después del lanzamiento del álbum. Minaj interpretó la canción por primera vez en el Wango Tango.

## Recepción de la crítica
A pesar de ser muy bien recibido por los fanes, "Whip It" recibió críticas polarizadas por parte de los críticos. Andrew Hamp de Billboard le dio a la canción una crítica positiva, calificándola como una de las mejores canciones del álbum, también dijo que "Uno de los mejores cortes de Roman Reloaded. Adam Graham de The Detroit News, dijo que en la canción, Minaj suena como un "genérico dance-club de diva, perdido en un mar de golpes bajos y la música electrónica florece". Slant Magazine declaró que "Whip It", junto con "Starships", "Pound the Alarm" y "Automatic", son "earsores retro-tecno-pop que indiscriminadamente están compuestas por pastiches de Sexy and I Know It de LMFAO o Rihanna con We Found Love, y se puede nombrar cualquier canción reciente de Britney Spears o Katy Perry".

## Créditos y personal
Grabación
- Grabado y mezclado en los estudios Conway, Los Ángeles, California.

Personal
- Composición – Onika Maraj, Nadir Khayat, Alex Papaconstantinou, Björn Djupström, Bilal Hajji, y Wayne Hector.
- Producción – RedOne, Alex P
- Grabación de voces – Trevor Muzzy, Alex P
- Asistencia en grabación de voces – Jon Sher
- Edición de voces – RedOne, Trevor Muzzy, Alex P
- Mezcla – Ariel Chobaz, Trevor Muzzy
- Asistente en mezclas – Jon Sher
- Instrumentación/programación – RedOne, Alex P
- Voces adicionales – RedOne, Jeanette Olsson

Créditos adaptados a partir de las notas del álbum Pink Friday: Roman Reloaded.

## Posicionamiento
| Lista (2012)                            | Mejor posición |
| --------------------------------------- | -------------- |
| Australia (Australian Singles Chart)    | 58             |
| Canadá (Canadian Hot 100)               | 85             |
| Estados Unidos (Bubbling Under Hot 100) | 23             |
| Japón (Japan Hot 100)                   | 91             |
| Reino Unido (Official Charts Company)   | 98             |